# Hakea repullulans
Hakea repullulans (лат.) — кустарник, вид рода Хакея (Hakea) семейства Протейные (Proteaceae). Произрастает в Виктории и Южной Австралии.

## Ботаническое описание
Hakea repullulans — прямой куст, высотой 1,2–4 м. Вырастает от лигнотубера, часто питающегося от горизонтальных корней. Ветви плотно покрыты короткими, мягкими, спутанными волосками и становятся гладкими при цветении. Листья могут быть от узко-яйцевидных до длинных и узких и скрученных у основания длиной 4–14 см и шириной 3–12 мм с обычно 3-5 выступающими сверху и снизу продольными венами. Соцветие имеет от 10 до 36 кремово-белых цветков, появляющихся в пазухах листьев. Плод наклонно-яйцевидной формы, слегка изогнутый к вершине, длиной 1,5–2,6 см и шириной 0,8–1,3 см, сужающийся к небольшому клюву.

## Таксономия
Вид Hakea repullulans был описан H. M. Lee в 1984 году и это описание было опубликовано в Australian Journal of Botany. Видовой эпитет — от латинского слова repullulans, означающего «вновь отрастающий» со ссылкой на лигнотуберозное прорастание и присоску этого вида.

## Распространение и местообитание
H. repullulans встречается от юго-восточной части Южной Австралии до национального парка Грампианс и западных районов Виктории, а также на восток до хребтов Отвей и недалеко от Сейл в Южном Гиппсленде. Встречается на кислых песчаных почвах в склерофитовых лесах и рассеянных популяциях в акациевых пустошах.